# Liz Murray
Pour les articles homonymes, voir Murray.
Elizabeth Murray (née le 23 septembre 1980) est une oratrice américaine, spécialisée dans les discours motivants et inspirants, qui fut remarquée pour avoir été admise à l'Université Harvard, bien qu'elle ait été sans-abri durant ses années de lycée.

## Biographie
Née dans le Bronx (New York), elle est la fille de parents pauvres et toxicomanes accro au crack. Ses parents dépensent tout leur argent pour acheter une dose et elle va souvent à l'école avec des vêtements sales ou abîmés. Liz Murray comprend très tôt l'addiction de ses parents.
Alors qu'elle a 15 ans, sa mère lui révèle être atteinte du VIH après avoir partagé ses aiguilles avec d'autres toxicomans. Elle meurt peu avant Noël 1996. Peu après, son père arrête de payer le loyer de leur appartement et part s'installer dans un foyer pour sans-abri, la laissant à la rue. Tandis que sa sœur est accueillie par des amis, elle dort pour sa part dans le métro ou sur des bancs dans des parcs.
Elle décide alors de retourner au lycée bien qu'elle soit sans-abri et, après avoir été refusée dans plusieurs écoles, elle entre à la Humanities Preparatory Academy à Chelsea. Après avoir visité le campus, elle décide d'aller à l'Université Harvard mais sans argent, c'est impossible. Elle demande alors une bourse auprès du New York Times (12 000 $ par an) et fait part dans sa demande de son passé familial.
Elle est la fondatrice de Manifest Living, une association qui donne des conférences pour les gens voulant changer de vie.
Après avoir réussi son diplôme du secondaire, elle demande une bourse au New York Times et est admise à l'Université Harvard en 2000.
Fin 2006, son père meurt du SIDA. Elle retourna à Harvard en 2006 et fut diplômée en juin 2009. En août 2009, elle commença à prendre des cours de troisième cycle à la Harvard Summer School, dans le but d'obtenir un doctorat en psychologie clinique et de devenir thérapeute.
Son autobiographie, Breaking Night, entre dans la liste des best-sellers du New York Times après sa sortie.
Sa sœur aînée Lisa est diplômée du Purchase College dans l'État de New York et est enseignante pour les enfants atteints d'autisme.
Un téléfilm sur la vie de Murray, Pour une vie meilleure, est sorti en 2003. Les mémoires de Liz Murray, publiées dans le New York Times et le London Times, ayant rencontrées un franc succès, sont publiées en septembre 2010 sous le nom de Breaking Night.